# Obranná spolupráce Visegrádské skupiny
Visegrádská skupina (V4) se v posledních letech snaží stále více spolupracovat v oblasti obrany. Situaci ztěžuje ekonomická stagnace, kvůli níž jsou možnosti jednotlivých zemí omezené. Bližší regionální spolupráce umožňuje zemím Visegrádské skupiny efektivněji nakládat s prostředky, které pak použijí k financování ozbrojených sil. Obranná spolupráce V4 se také zaměřuje na připravenost ozbrojených sil, které jsou určeny k působení v mezinárodních operacích.

## Motiv pro spolupráci
Motivů pro spolupráci V4 je několik. Především se jedná o sdílení bezpečnostních hrozeb a výzev, jak v celosvětovém měřítku, tak na úrovni regionální. Dalším motivem může být efektivnější vystupování v rámci NATO a EU, kde v jiných kontextech V4 spolupráce často funguje.
Spolupráce zemí V4 má dobré základy vycházející z regionální afinity (podobnosti) a podobné historické zkušenosti, která se odráží i ve struktuře, vybavení a schopnostech obranných sektorů. Nezanedbatelným momentem jsou i paralelní reformní procesy.

## Visegrádská bojová skupina (V4 EU Battlegroup)
Pod vlivem rostoucích ekonomických tlaků evropské státy začaly hledat cesty jak racionalizovat výdaje na obranu. V důsledku toho začala v Evropě tendence ke společnému nákupu zbraní a vojenské techniky nebo k vytváření společných vojenských jednotek. Pozadu nechtěly zůstat ani země Visegrádské skupiny, kde debaty o společném financování vojenské jednotky zazněly již v předsednickém programu České republiky na období 2007/2008. Posunem ke vzniku společné vojenské jednotky tzv. battlegroup (V4BG) byla schůze v Litoměřicích v roce 2012, kde ministři obrany přijali společné komuniké (Joint Communiqué of the Ministers of Defence of the Visegrad Group Litoměřice, 4th May 2012), ve kterém slíbili vytvoření společné bojové jednotky. Dohoda také zahrnuje účast na společných vojenských cvičeních pod patronátem Sil rychlé reakce NATO (NATO Response Force – NRF), které byly zahájeny v roce 2013.
Bojová skupina, která byla v bojové pohotovosti v první polovině roku 2016, zahrnovala více než 3700 vojáků ze všech 4 zemí a Ukrajiny. Bojovou skupinu vede Polsko a velitelství se nachází v Krakově.
| Země      | Počet vojáků | Specializace                                                                         |
| --------- | ------------ | ------------------------------------------------------------------------------------ |
| Polsko    | 1 870        | hlavní část bojových manévrových sil                                                 |
| Česko     | 728          | logistický modul, zdravotnický modul, vrtulníková jednotka, tým pro elektronický boj |
| Maďarsko  | 640          | ženijní jednotky, jednotka civilně-vojenské spolupráce                               |
| Slovensko | 460          | jednotka ochrany proti zbraním hromadného ničení                                     |
| Ukrajina  | 19           |                                                                                      |

Motivací zemí k vytvoření bojové skupiny byly častější požadavky na poskytnutí vojenských schopností pro EU spojené s rostoucím počtem bezpečnostních problémů.
Země střední Evropy vidí v bojové skupině obrovskou příležitost k modernizaci a prohloubení své dosavadní spolupráce. Politický zájem na prohloubení spolupráce je silnější než kdy jindy. Vlády si začaly uvědomovat, že bez společné spolupráce budou jejich vojenské kapacity s největší pravděpodobností klesat.
Bojová skupina bude znovu držet pohotovost v EU v druhém pololetí roku 2019.

## Další pokusy o spolupráci v oblasti obrany
- společný vývoj 3D radaru

- spolupráce při modernizaci tanků T-72 včetně vývoje munice
- výměna informací při modernizaci vrtulníků ruské výroby (Mi 24)
  - „Tato spolupráce se jevila nejreálněji, avšak z projektu nakonec sešlo, protože Česká republika o něj ztratila zájem poté, co dostala vrtulníky z Ruska v rámci deblokace dluhů Ruské federace."

- projekt společného výcvikového centra letectva[13]

Podle závěrečných zpráv z předsednictví zemí ve
V4 lze dojít k závěru, že spolupráce probíhá spíše na úrovni konzultací a
doporučení, ale žádný větší praktický výsledek kooperace prozatím nepřinesla.

## Setkání ministrů obrany Visegrádské skupiny ve Visegrádu
Ve dnech 13. a 14. března 2014 se v maďarském Visegrádu setkali ministři obrany zemí Visegrádské skupiny, aby potvrdili vizi dlouhodobé spolupráce. Podepsali tyto dva klíčové dokumenty:
- „Vizi dlouhodobé spolupráce V4 v oblasti obrany“[16]

- „Memorandum o porozumění k bojovému uskupení V4“[17]

Tyto dva dokumenty, které byly podepsány na schůzce ve Visegrádu, budou↵důležité pro budoucí vztahy, mezi zeměmi V4, reflektují snahu spolupracovat ve↵společném nákupu vojenského materiálu efektivněji nakládat s prostředky, které mohou země vynaložit k financování ozbrojených sil. Dále také definují vizi hlubší a dlouhodobé spolupráce.

## Vývoj pozice ČR
Visegrádská spolupráce měl po roce 1989 značně proměnlivou dynamiku. Od roku 1992 ČR několikrát změnila své názory ve vyjednávání s ostatními státy V4. Od vzniku V4 probíhala pravidelná setkání ministrů obrany v rámci skupiny, ovšem ČR se v roce 1995 vyjádřila odmítavě k celé skupině, a tak tato setkání skončila. Jedním z hlavních impulzů pro obnovení společných jednání byl blížící se vstup 3 zemí Visegrádské skupiny do NATO, tedy ČR, Maďarska a Polska. Tato jednání se stala fórem pro výměnu zkušeností z přístupových jednání do Severoatlantické aliance. V roce 1997 se obnovila pravidelná setkávání náčelníků generálních štábů, vyjma Slovenska, které v tu dobu nesměřovalo do NATA (vstoupilo až v roce 2004). Česká republika odmítala připojení Slovenska do již započatých setkávání ostatních členů V4. Po nástupu nové vlády se koncem 90. let mění postoj ČR k V4  na pozitivní.

## Rozdílné přístupy k obraně
V zásadě se dá tvrdit, že rozdílné přístupy k obraně v rámci V4 nejsou. Všechny 4 státy (ČR, SR, Polsko, Maďarsko) jsou členy aliance NATO, tudíž obranné mechanismy jsou podobné. Země V4 mají velký potenciál ve společné obranné koncepci, který hodlají využít, avšak z minulé doby si nesou mnoho zkušeností se selháním společných obranných mechanismů.
Státy V4 na jednu stranu disponují vlastními obrannými silami i vzdělávacími prostředky, ale na druhou trpí nedostatkem finančních prostředků. V konečném důsledku se toto projevilo v potenciální neefektivností těchto armád. Společný výcvik nebo výstavba společných vzdělávacích center by měla přinést efektivnější využití dostupných zdrojů a mimo jiné také sjednotit obranné postupy.
Z výše uvedeného vyplývá, že V4 spolupráce v oblasti představuje potenciálně zajímavou příležitost, nicméně tak jako jiné mezinárodní či regionální obranné spolupráce musí překonat značné výzvy.

## Akční plán obranné spolupráce
Na základě přijaté Vize dlouhodobé spolupráce vzniká akční plán, který definuje tyto oblasti spolupráce:
- Společná Bojová skupina EU (V4 Battlegroup)
- Obranné plánování
- Společný výcvik a vojenská cvičení
- Společné nákupy a obranný průmysl
- Vojenské vzdělávání
- Společná ochrana vzdušného prostoru
- Slaďování pozic
- Komunikační strategie